# Mega Man & Bass
Mega Man & Bass, conocido en Japón como Rockman & Forte (ロックマン&フォルテ Rokkuman ando Forute?), es un juego de la serie original de Mega Man. Según Keiji Inafune,[cita requerida] esta es una secuela alterna a Mega Man 8, pero según Capcom, este juego es el predecesor directo de Mega Man 9, ya que se hace referencia a derrota del Dr. Wily de este juego durante el final de Mega Man 9.
La versión original para SNES de Rockman & Forte fue publicada exclusivamente en Japón en 1998, siendo uno de los últimos títulos para esta consola. Varios años después de su lanzamiento se descubrió que durante el desarrollo del juego fue llamado "ROCK8.5".

## Historia
En el año 20XX, después de un año de paz desde la aparición del "Evil Energy" en la Tierra y el uso de ella por el Dr. Wily para construir robots sumamente poderosos para dominar el mundo, un nuevo villano aparece con el nombre de "King". 
En un principio, los objetivos de este nuevo enemigo parecen poco claros, pero después de un tiempo se convierten muy determinadas. King desea crear una utopía en la que los robots puedan vivir en paz y armonía sobre los humanos.
King, deseoso de construir un ejército masivo de robots para así construir su mundo utópico, ataca el Museo de Robots y recoge todos los datos de los CD, en los cuaes  información de las creaciones del Dr Light y el Dr Wily.
Aunque es un pacifista por naturaleza, Mega Man tiene un fuerte sentido de la justicia y sabe de los objetivos de King que están en contra de todo lo que él y el Dr Light rehúsa. El Dr Light le dice que debe ir al Museo de Robots y poner fin a los planes de King antes de que todo se salga de las manos. 
Sin embargo, Mega Man no es el único que planea buscar a King. Bass, la creación más poderosa del Dr. Wily y rival de Mega Man, está muy molesto con King por proclamarse el robot más poderoso en el mundo. Bass, que es bastante arrogante a sí mismo, decide probar que él es el más fuerte de todos los robots del mundo incluyendo a King, va a buscarlo antes de poder derrotar a su rival, Mega Man.

## Robot Masters
King construyó seis Robot Masters para hacer frente a Mega Man y Bass, y unió también a dos Robot Master originarios de Megaman 8, los cuales son Tengu Man y Astro Man, pero solo Tengu Man conserva su anterior técnica de ataque, con algunos cambios menores en el zapeo.
| #       | Robot Master | Diseñador | Debut      | Arma           | Debilidad      |
| ------- | ------------ | --------- | ---------- | -------------- | -------------- |
| KGN-001 | Dynamo Man   | King      | Nuevo      | Lightning Bolt | Copy Vision    |
| KGN-002 | Cold Man     | King      | Nuevo      | Ice Wall       | Lightning Bolt |
| KGN-003 | Ground Man   | King      | Nuevo      | Spread Drill   | Remote Mine    |
| KGN-004 | Pirate Man   | King      | Nuevo      | Remote Mine    | Wave Burner    |
| KGN-005 | Burner Man   | King      | Nuevo      | Wave Burner    | Ice Wall       |
| KGN-006 | Magic Man    | King      | Nuevo      | Magic Card     | Tengu Blade    |
| DWN-057 | Tengu Man    | Dr. Wily  | Mega Man 8 | Tengu Blade    | Spread Drill   |
| DWN-058 | Astro Man    | Dr. Wily  | Mega Man 8 | Copy Vision    | Magic Card     |

## Juego
El juego es bastante fiel a los nueve juegos de la serie Mega Man, pero hay un segundo personaje jugable. El jugador puede elegir antes de empezar el juego a Mega Man o Bass. Al igual que siempre, Mega Man tiene equipado su Mega Buster (generalmente haciendo más daño que el disparo de Bass) y ser capaz de deslizarse a través de estrechas aberturas. Bass es capaz de disparar su Bass Buster todos los ángulos, excepto hacia abajo, pero no puede disparar mientras se mueve. Su Bass Buster dispara rápidamente y no puede cargar, tampoco ni pasar en lugares estrechos. Bass es capaz de hacer un doble salto (salto por segunda vez a mediados en el aire), y hacer un salto largo desde la tierra, que le permite cruzar grandes distancias haciendo un super salto. Curiosamente, Bass puede hacer el doble salto incluso después de hacer un super salto en el aire. En otros juegos de Mega Man que incluía tales habilidades (Mega Man X4, por ejemplo), el jugador no puede saltar de nuevo, si el primer salto fue un super salto, con la excepción de Mega Man Zero 3 y 4. Por lo tanto, Bass es más adecuado para los niveles, mientras que Mega Man es mejor batallando a los jefes debido a su tiro cargado (los jefes a su vez quedan invencible durante un breve período después de ser golpeado, dejando Bass hacer un mínimo de daño a la vez. Sin embargo, se puede obtener una mejora del Bass Buster el cual aumenta su poder, disponible en la tienda de Auto (Rightot en Japón).

### CD
Distribuidas en todo los niveles son una colección de datos en CD, que contienen información sobre cada personaje destacado la original de la serie de Mega Man (con la excepción del Dr. Cossack, Kalinka, Darkman, Doc Robot (Megaman 3), y los personajes de Battle & Chase), incluidos los Stardroids de Mega Man V para Game Boy y los tres únicos Robot Masters de Mega Man: Wily Wars ("Rockman Megaworld" en Japón): Buster Rod.G, Megawater.S y Hyperstorm.H), videojuego que sólo apareció en la consola de Sega, la Sega Genesis/Mega Drive. Reunir todos los CD no desbloquea nada, pero puede ser interesante tratar de reunir todos los discos dentro del juego. La mayoría de ellos están ocultos, ya sea detrás de los obstáculos que deben ser destruidos con un arma, o acceder a ella con una cierta capacidad. En condiciones normales, ambos personajes no son capaces de recoger todos los CD del juego por diversas razones, Mega Man es el único personaje a tener el "Rush Search", necesario para obtener algunos CD que se encuentran enterrados. Bass posee la capacidad de volar de la fusión con Treble (Gospel en Japón) lo que es necesario para algunos CD. 
En la versión norteamericana de GameBoy Advance juego fue agregada una buena cantidad de palabras sin sentido y frases en la base de datos de CD, así teniendo la base de datos 3 caras de las 2 que tenía en Super Famicom. Un notorio ejemplo de ello sería Dr Light "Bad Point" (que simplemente dice "Douchie").

### Tornillos
De forma similar a Mega Man IV (Game Boy), Mega Man V (Game Boy), Mega Man 7 y Mega Man 9, los enemigos a menudo dejan pernos o tornillos después de ser destruidos (a diferencia de Mega Man 8, el cual son un número limitado y se tiene que buscar como ítems), o bien pueden encontrarse utilizando el "Rush Search" y estos pueden ser canjeados por diversas armas y mejoras en la tienda de Auto.

### Game Boy Advance
Mega Man & Bass para Game Boy Advance debutó en Japón el 2002 y en EE.UU. y Europa en el 2003. Esta versión era casi idéntica a la versión original de Super Famicom y la historia confirmaba la sucesión a Mega Man 8. Entre los cambios estaba el auto-guardado que se realizaba en ciertas zonas de los niveles y algunas correcciones de errores: los sprites ya no parpadeaban ocasionalmente y la música tampoco se interrumpía debido a los efectos de sonido reproducidos.
Como Game Boy Advance utilizaba una combinación de software de sonido y los cuatro canales de audio de la Game Boy original, la calidad de sonido se vio mermada y algunos instrumentos de la banda sonora fueron rebajados. Por otro lado, debido a la menor resolución de la pantalla de la GBA, los jugadores se vieron obligados a ver el juego desde un zoom en perspectiva y, como consecuencia, no pudieron ver muchos lugares y trampas que eran visibles en la versión de SNES (como, por ejemplo, las espinas en el nivel de Tengu Man).